# Guardia de Hierro (Argentina)
Guardia de Hierro (abreviado como GH) fue una organización política peronista de Argentina fundada en 1961. Surgió durante la Resistencia peronista contra las dictaduras y gobiernos civiles sin elecciones libres, instalados después del derrocamiento del gobierno de Juan D. Perón en 1955 y continuó actuando hasta su disolución en 1974. En 1972 se integró el Frente Estudiantil Nacional (FEN). Calificados tanto de "izquierdistas" como "derechistas", la agrupación se caracterizó por sostener un ideario heterogéneo proveniente de la experiencia histórica del gobierno peronista, fuentes de izquierda, nacionalismo antiimperialista y del humanismo católico, con el fin de consolidar el liderazgo de Perón y la identidad peronista, a la vez de rechazar enérgicamente la lucha armada que proponía Montoneros. Entre sus principales referentes se encuentran Alejandro "Gallego" Álvarez, Héctor Tristán, Amelia Podetti, Roberto «Pajarito» Grabois. Desde 1966,  los jóvenes integrantes católicos que ingresaron a la agrupación juvenil peronista Guardia de Hierro después de la Noche de los Bastones Largos, comenzaron a recibir dirección espiritual de varios sacerdotes jesuitas de la Universidad del Salvador, incluyendo al padre Jorge Bergoglio. El futuro Papa Francisco no llegó a pertenecer formalmente a la agrupación, pero de su relación con Guardia de Hierro recibió ya iniciada la década de 1970, una considerable influencia del pensamiento de la filósofa Amelia Podetti, respecto de cuya obra escribió en 2006 el prólogo a su libro y al llegar a ser Provincial de la Orden Jesuita, se valió de la estructura de Guardia de Hierro para crear una organización de laicos a la que le entregó la conducción de la Universidad del Salvador.

## Historia
Guardia de Hierro surgió en 1961, dentro del movimiento de resistencia peronista surgido a partir de la dictadura que tomó el poder en 1955. En ese contexto, un grupo que actuaba en la Juventud Peronista decidió organizarse con una identidad propia dentro del Comando Nacional Peronista. El grupo se consolidó bajo el liderazgo de Alejandro "Gallego" Álvarez y Héctor Tristán y supuestamente la idea de los fundadores era servir de custodios de la Puerta de Hierro, nombre que se le daba al hogar de Perón en Madrid. En 1967, cuando Argentina era gobernada por el general Onganía, los dirigentes de GH se dirigieron a Madrid para entrevistarse con Perón, quien los convenció de adoptar una postura contraria a la lucha armada, como método para derrotar a la dictadura. A partir de esa postura, en los años siguientes, GH adoptaría una postura fuertemente crítica de las organizaciones guerrilleras, especialmente de Montoneros, organización que a su vez adjudicó a GH una postura "derechista". Por otra parte GH cuestionaba la línea del sindicalista Augusto Timoteo Vandor, partidaria de un "peronismo sin Perón" y de la negociación con la dictadura. 
Una de las agrupaciones estudiantiles más numerosas de la década de 1960 y 1970 fue el Frente Estudiantil Nacional (FEN), liderada por Roberto «Pajarito» Grabois, que desde una ideología de «izquierda nacional» y marxista buscaba adherir al peronismo como forma de acceso a la base popular. El FEN se incorpora a GH a principios de 1972,arrastrando a otras estructuras universitarias como Línea Nacional de Mendoza, el Fanet (Frente de Agrupaciones Nacionales de Estudiantes Tucumanos) y más de 20 agrupaciones de las universidades de Buenos Aires, Rosario, Mar del Plata, y Córdoba, así como la Agrupación Nacional de Estudiantes Secundarios. Todas estas organizaciones, además de Guardia de Hierro, pasan a integrar  la "Mesa para el Trasvasamiento Generacional" y luego "Organización Única de Trasvasamiento Generacional", que se definía como un frente de cuadros agrupando también a organizaciones de profesionales, de estudiantes universitarios (Organización Universitaria Peronista) y secundarios (JSP), la agrupación de Docentes y el Frente Cultural. Este último era conducido por el dibujante Caloi, y nucleaba a personalidades como Carlos Carella, Raúl Carnota, Osvaldo Attila, Carlos Bisso, Charly Fernandez, Ovidio Martinez, Daniel Santoro y Graciela Lemoine, entre otros. En el frente docente militaban intelectuales como Amelia Podetti (quien dirigía la revista "Hechos e Ideas", que buscaba llegar a los intelectuales peronistas), Aldo Carreras, Francisco José Piñón, Juan José Flesca, Ana Colotti y Mabel Allerand entre otros. Entre sus militantes se encontraban Alejandro Pandra, José Manuel de la Sota, Juan Carlos Mazzon, Olga Riutort,  José Octavio Bordón,  Liliana Negre de Alonso, Gildo Insfran, José Luis Manzano, Humberto Podetti, Daniel Adrogué, Julio Bárbaro y Guillermo Moreno, entre otros.
Su estructura era verticalista a semejanza de las estructuras militares, siguiendo un organigrama de 16 escalafones de mando, desde brigadistas, jefe de brigada, miembro de comando, jefe de comando local, jefe de seccional, etc., hasta llegar al mando último, destinado a Perón. A partir de 1973, y por impulso de Alejandro Pandra, sus militantes pasan a usar uniformes marciales color pardo con cinturón cruzado y un brazalete que rezaba: “Aquí se aprende a amar a Perón”. Su lucha contra la tendencia se inscribe en el combate contra la infiltración del peronismo, y la llevaban adelante mediante la actuación en barrios populares, villas miseria y sindicatos. En 1972, el ala estudiantil de GH estableció en la Universidad del Salvador una relación estrecha con el sacerdote Jorge Bergoglio, designado superior provincial de la orden jesuita al año siguiente. Al llegar a este cargo, Bergoglio tomó la decisión de entregarle la conducción de la Universidad a un grupo de laicos, quienes asumieron la responsabilidad de preservar la identidad de la Universidad del Salvador, en el cumplimiento de sus fines y objetivos que eran, según instrucciones del Bergoglio, la “continuidad del espíritu jesuítico: lucha contra el ateísmo, avance mediante el retorno a las fuentes y universalismo a través de las diferencias". Varios de los integrantes de la nueva asociación laica pertenecían o habían pertenecido a Guardia de Hierro, incluido el nuevo rector, Francisco José Piñón.
En 1973 habían apoyado las candidaturas presidenciales de Héctor J. Cámpora primero y luego de Juan D. Perón, pero cuestionando las posturas favorables a la lucha armada que sostenían el ERP y Montoneros. No participaron de los enfrentamientos de Ezeiza, y entre los ajusticiados por Montoneros no hubo ningún miembro de Guardia de Hierro.
Cinco días después de la muerte de Perón, el 6 de julio de 1974, Alejandro Álvarez consideró que había que disolver GH y así fue resuelto y aceptado por la mayoría de sus militantes. Lo que quedaba de la organización, tras el golpe de Estado de 1976, fue puesto bajo la conducción del Capitán de Marina (RE) Carlos Bruzzone -padre de una de las militantes-, como parte del proyecto político personal del Almirante Emilio Massera. De acuerdo a un informe periodístico publicado en 1998 por el diario Página 12: "Las relaciones entre la Armada y Guardia de Hierro se habían iniciado muchos años antes, alrededor de 1974, después de la invitación que Massera cursara a Julio Bárbaro, Virginia Sanguinetti y Antonio Guerrero para visitar la base naval de Puerto Belgrano". El 25 de noviembre de 1977, siendo rector de la Universidad del Salvador, el miembro de Guardia de Hierro  Francisco José Piñón, le entregó el título de profesor honorario  al almirante Emilio Eduardo Massera. El rector Piñón en el discurso de entrega dijo:  "La Universidad del Salvador, comunidad de la Iglesia enraizada en la Nación Argentina, abrevando en las fuentes de la historia, encuentra su misión particular en la formación de conciencias superiores". 
Tras el retorno de la democracia la agrupación desaparece por completo y varios de sus líderes, empezando por Alejandro Álvarez, pasaron a integrar la Orden de María del Rosario de San Nicolás, Asociación Privada de Fieles Laicos de la Iglesia Católica que contaba, como capellán, con el Padre Alberto Ezcurra Uriburu, quien en los años previos a su ordenación sacerdotal había sido fundador y uno de los principales líderes del Movimiento Nacionalista Tacuara. En sus primeros años la orden intentó unir los preceptos de la Iglesia católica con la doctrina peronista y aprovechar el caudal de fieles que en esos años se veía atraído a la ciudad de San Nicolás por las apariciones marianas reportadas desde 1983. El grupo mayoritario de veteranos de la Orden terminó apartándose luego del lanzamiento de un documento de la identidad argentina: “La Fe de enrolamiento, junto a la Carta Orgánica de la Santa y Nueva Argentina”, pero un sector liderado por un exdiputado de Guardia de Hierro, Segundo Ubaldo Rolón tuvo una deriva mística a raíz de visiones atribuidas a uno de sus miembros, Juan Domingo Rodríguez. La orden terminó convirtiéndose en una especie de secta en la que Rolón se autoproclamó Papa con el nombre de Pedro II.